# Denis Milo

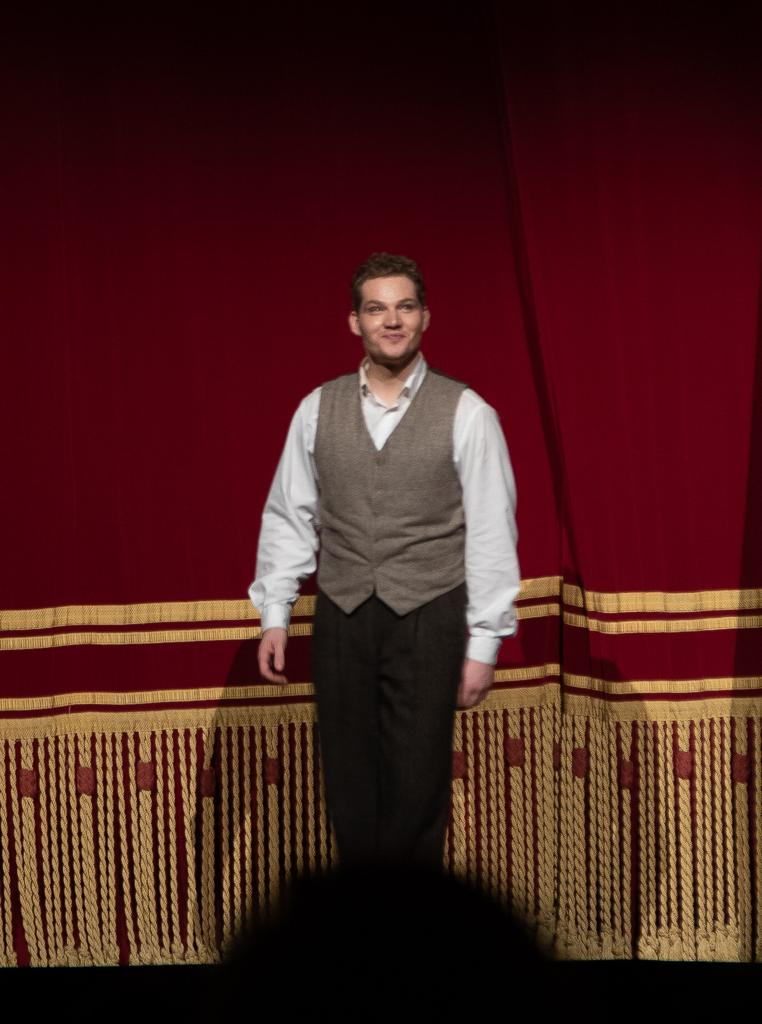
Denis Milo als Figaro in Il barbiere di Siviglia

Denis Milo [ˈdenɪs ˈmɪləʊ] (* 18. Mai in Moskau, Russische SFSR, Sowjetunion) ist ein deutscher Opern-, Oratorien-, Lied- und Konzertsänger russisch-jüdischer Abstammung in der Stimmlage Bariton.

## Frühes Leben
Milo übersiedelte im Alter von drei Jahren mit seinen Eltern als jüdischer Kontingentflüchtling nach Deutschland. Zunächst besuchte er die Mosaik-Grundschule in Berlin-Mitte. Anschließend besuchte er das Jüdische Gymnasium Moses Mendelssohn. Er sammelte erste Bühnenerfahrungen im Friedrichstadt-Palast.

## Karriere
Im Alter von zwölf Jahren trat Milo in der Kindermusical-Adaption von Emil und die Detektive erstmals auf. Diese Aufführung ermöglichte Auftritte in großen Teilen Europas, Nordamerikas und Japan.
Als Bariton studierte Milo zunächst Philosophie an der Staatlichen Universität Sankt Petersburg, später dann Gesang an der Universität der Künste Berlin. Er absolvierte Meisterkurse bei Dietrich Fischer-Dieskau, Júlia Várady, Robert Holl, Rudolf Piernay und Thomas Quasthoff. Er nahm erfolgreich an Internationalen Gesangswettbewerben teil, unter anderem beim Internationalen Hans-Gabor-Belvedere-Gesangswettbewerb. Zu seinem Repertoire gehören Partien wie die Titelpartie in Don Giovanni, Graf Almaviva (Le nozze di Figaro), Dottore Malatesta (Don Pasquale), Papageno (Die Zauberflöte) und die Titelpartie in Eugen Onegin von Pjotr Tschaikowski.
Von 2016 bis 2018 war Milo Mitglied des Opernstudios der Komischen Oper Berlin, wo er unter anderem als Fiorello (Il barbiere di Siviglia), Moralès (Carmen), Masetto (Don Giovanni) und Zoprire (Zoroastre) auf der Bühne stand.
Ab der Spielzeit 2018/2019 begann er sein Festengagement am Staatstheater Nürnberg. Bereits gesungene Rollen sind Figaro (Il barbiere di Siviglia), Denissov (Krieg und Frieden) von Prokofjew, Billy (Anna Nicole) von Turnage und Gugielmo (Così fan tutte) von Mozart.
Sein internationales Debüt gab er als Figaro in Le nozze di Figaro an der königlichen Oper in Stockholm. Regie führte Ole Anders Tandberg.
Weitere Engagement führten ihn an die Tonhalle Zürich, Alte Oper Frankfurt, Philharmonie Berlin und zum Festival d’Aix-en-Provence.
Im Konzertfach sang Milo Partien in zahlreichen Kantaten Bachs, im Requiem von Verdi, in Carmina Burana von Carl Orff und in der 9. Sinfonie Beethovens.